# Akhfennir
Akhfennir  (in arabo اخفنير‎?) è un centro abitato e comune rurale del Marocco situato nella provincia di Tarfaya, regione di Laâyoune-Sakia El Hamra. Conta una popolazione di 2 280 abitanti (censimento 2014).